# Astroinformática

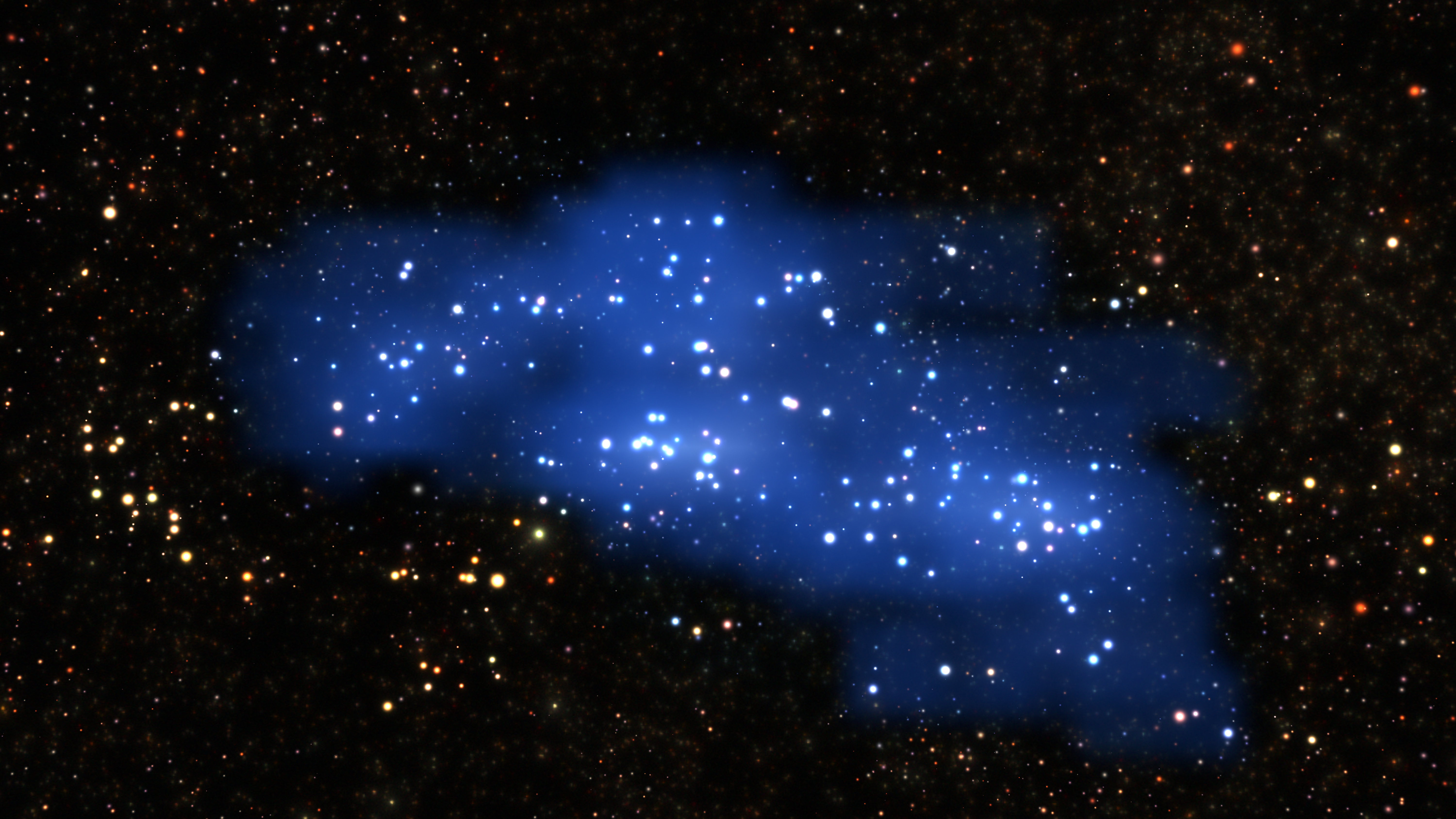
Hyperion proto-supercluster revelada por medições e análise dos dados do arquivo.

Astroinformática é um campo interdisciplinar de estudo, envolvendo a combinação de astronomia, ciência de dados, informática e informação/comunicação tecnologias.

## Prática
Astroinformática é focada principalmente no desenvolvimento de ferramentas, métodos e aplicações de ciência computacional, ciência de dados e estatística para pesquisa e educação em astronomia orientada a dados. Os primeiros esforços nessa direção incluíram descoberta de dados, desenvolvimento de padrões de metadados, modelagem de dados, desenvolvimento de dicionário de dados astronômicos, acesso a dados, recuperação de informações, integração de dados e mineração de dados nas iniciativas astronômicas do Observatório Virtual. O desenvolvimento adicional do campo, juntamente com o endosso da comunidade astronômica, foi apresentado ao Conselho Nacional de Pesquisa (Estados Unidos) em 2009 no documento de posição "Estado da Profissão" da Astroinformática para a Pesquisa Decadal de Astronomia e Astrofísica de 2010. Esse documento de posicionamento forneceu a base para a exposição subsequente mais detalhada do campo no relatório Astroinformática do Jornal de Informática: Pesquisa e Educação em Astronomia Orientada a Dados.
Em 2012, dois trabalhos de posição foram apresentados ao Conselho da American Astronomical Society, que levou ao estabelecimento de grupos de trabalho formais em Astronomia Astroinformática e Astrostatística para a profissão de astronomia nos EUA e em outros lugares.
Astroinformática fornece um contexto natural para a integração da educação e pesquisa. A experiência de pesquisa pode ser implementada dentro da sala de aula para estabelecer e aumentar a alfabetização em dados por meio da fácil reutilização de dados. Ela também tem muitos outros usos, tais como redefinição de arquivo dados para novos projetos, lligações de dados de literatura, recuperação inteligente de informações, e muitos outros.

## Conferências
| Ano  | Local                                        | Ligação |
| ---- | -------------------------------------------- | ------- |
| 2018 | Heidelberg, Alemanha                         |         |
| 2017 | Cidade do Cabo, África do Sul                |         |
| 2016 | Sorrento, Itália                             |         |
| 2015 | Dubrovnik, Dalmácia                          |         |
| 2014 | Universidade do Chile                        |         |
| 2013 | Australia Telescope National Facility, CSIRO |         |
| 2012 | Microsoft Research                           |         |
| 2011 | Sorrento, Itália                             |         |
| 2010 | Instituto de Tecnologia da Califórnia        |         |